# Grupo Furneaux

'Arquipélago Furneaux

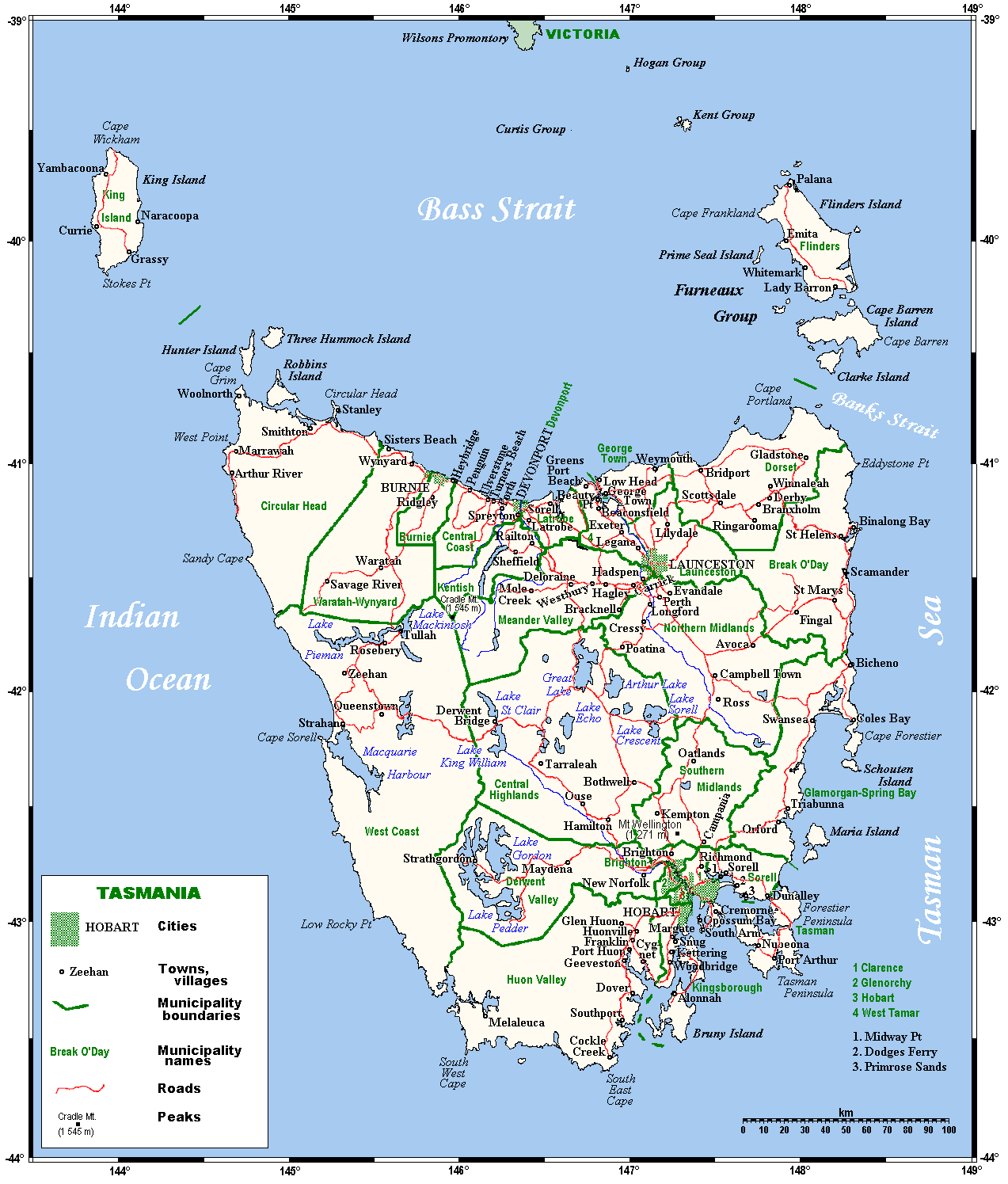
Mapa da Tasmânia com o arquipélago Furneaux a nordeste

O Arquipélago Furneaux ou Grupo Furneaux (em inglês:  Furneaux Group) é um conjunto de 52 ilhas tasmanianas situadas na extremidade do estreito de Bass entre a Tasmânia a sul e o estado de Victoria a norte, na Austrália. Estas ilhas formam uma cadeia na plataforma que ligava a Tasmânia ao continente australiano na época glaciar de há entre 12 000 e 18 000 anos. Devem o seu nome ao explorador inglês Tobias Furneaux que visitou a região em 1773.
O arquipélago tem clima temperado suave, com precipitações anuais de 600 a 800 mm. Os ventos podem ser violentos. Há cerca de 900 habitantes nas ilhas, e a principal é a Ilha Flinders. A sul fica a ilha Cape Barren e, ainda mais para sul, a ilha Clarke. Estas três são as únicas habitadas em permanência.